# منظمة شؤون الإدارة والتوظيف الإيراني
منظمة شؤون الإدارة والتوظيف الإيراني ( ARAO ) هي وكالة تابعة لحكومة إيران . تم إحياؤها في 2 أغسطس 2016 بأمر من الرئيس الإيراني حسن روحاني . 
ويترأس المنظمة حالياً جامشيد أنصاري .